# Ewa Cieślik
Ewa Janina Cieślik (ur. 11 grudnia 1949 w Tarnowie) – polska inżynier, technolog żywności i żywienia człowieka, profesor nauk rolniczych, emerytowana profesor Uniwersytetu Rolniczego im. Hugona Kołłątaja w Krakowie, w latach 2002-2005 prodziekan Wydziału Technologii Żywności.
Odznaczona Medalem Komisji Edukacji Narodowej (2004), Złotym Krzyżem Zasługi (2000) i Krzyżem Kawalerskim Orderu Odrodzenia Polski (2012). Zamężna z Jerzym, ma córki Annę i Iwonę. 

## Życiorys
Studia wyższe odbyła na Wydziale Rolniczym Akademii Rolniczej w Krakowie, uzyskując w 1975 roku tytuł magistra inżyniera rolnictwa. Stopień doktora nauk przyrodniczych z zakresu chemii żywności nadała jej w 1981 roku Rada Naukowa Wydziału Chemii Żywności i Gospodarki Żywnościowej Uniwersytetu Humboldta w Berlinie na podstawie rozprawy pt.: „Über Modell-Reaktionen von in Kartoffeln enthaltenen Kohlenhydraten und Aminosäuren”. W 1996 roku Rada Wydziału Technologii Żywności Akademii Rolniczej w Krakowie nadała jej stopień naukowy doktora habilitowanego nauk rolniczych w zakresie technologii żywności i żywienia na podstawie rozprawy habilitacyjnej pt.: „Zawartość związków azotowych w bulwach ziemniaka w aspekcie żywieniowym i toksykologicznym”. Tytuł profesora nauk rolniczych otrzymała w 2002 roku, a na stanowisko profesora zwyczajnego została mianowana w 2008 roku.
Bezpośrednio po ukończeniu studiów w 1975 roku podjęła pracę w Instytucie Podstaw Chemii i Technologii Żywności Akademii Rolniczej w Krakowie początkowo na stanowisku asystenta, a następnie starszego asystenta. Po ukończeniu studiów doktoranckich (1981 r.) była przez 6 miesięcy zatrudniona na stanowisku asystenta w Katedrze Biochemii i Kinetyki Reakcji Uniwersytetu Humboldta w Berlinie. Od 1982 roku pracowała w Zakładzie, a następnie Katedrze Żywienia Człowieka Akademii Rolniczej w Krakowie na stanowisku adiunkta, a od czerwca 2001 na stanowisku profesora nadzwyczajnego AR. W latach 2002-2005 pełniła funkcję prodziekana Wydziału Technologii Żywności. Po pozyskaniu przez Wydział Technologii Żywności (2004) funduszy unijnych, pełniła funkcję Pełnomocnika Rektora ds. uruchomienia Małopolskiego Centrum Monitoringu i Atestacji Żywności Uniwersytetu Rolniczego w Krakowie, a w roku 2006 została kierownikiem tej jednostki. Po formalnym rozliczeniu funduszy unijnych utworzyła zespół badawczy, który w roku 2012 został przekształcony w Katedrę Technologii Gastronomicznej i Konsumpcji, w strukturze której działało laboratorium Małopolskie Centrum Monitoringu Żywności - akredytowane w 2012 roku. 

## Zainteresowania badawcze
Jej główne zainteresowania naukowe związane były z problematyką badawczą, która jest ciągle aktualna i ważna nie tylko dla nauki, ale również i praktyki. Dotyczą one produkcji żywności pochodzenia roślinnego, toksykologii żywności, żywienia człowieka oraz żywności funkcjonalnej. Bardzo istotne były badania z zakresu nieenzymatycznego ciemnienia żywności, a przeprowadzone w Niemczech badania modelowe zaowocowały zidentyfikowaniem nowych związków melanoidynowych i wyjaśnieniem nieznanych wcześniej aspektów reakcji Maillarda (współautorstwo niemieckiego patentu). Dużą rangę naukową i przydatność praktyczną mają prace prowadzone nad oceną wpływu wybranych czynników (warunki klimatyczno-glebowe, termin zbioru, przechowywanie, procesy kulinarne) na zawartość metali ciężkich, azotanów i azotynów, glikoalkaloidów, witaminy C oraz składników mineralnych w warzywach. 
Kolejne badania, w których kierowała były realizowane we współpracy z kilkunastoma ośrodkami badawczymi w kraju, dotyczącymi prozdrowotnego działania naturalnych antyoksydantów, w tym związków fenolowych w warzywach kapustnych (w ramach grantu zamawianego PBZ-KBN). Innym ważnym zagadnieniem badawczym będącym w kręgu Jej zainteresowań naukowych dotyczą właściwości funkcjonalnych fruktanów pochodzenia roślinnego (topinambur, agawa, szparagi, karczochy) oraz możliwości ich wykorzystania przy produkcji żywności funkcjonalnej (prozdrowotnej). 
Uczestniczyła w realizacji kilku projektów dotyczących polepszania jakości (dietetycznej) soków owocowych, sorbetów, makaronu o wyraźnie zdefiniowanych właściwościach funkcjonalnych (m.in. dla osób chorych na osteoporozę, diabetyków, z hiperlipidemią, osób otyłych). 
Odrębnym kierunkiem jej zainteresowań były zagadnienia związane z oceną sposobu żywienia dzieci i młodzieży szkolnej w aspekcie występowania otyłości oraz innych chorób dietozależnych. Jej wiedza i doświadczenie w tym zakresie zaowocowały uczestnictwem w grancie europejskim UE FP6 Health+ nr IST 2004-027126, realizowanym w latach 2005-2008 (kierownik zadania). 
W ramach projektów NCN, w których Ewa Cieślik była wykonawcą lub głównym wykonawcą realizowano badania dotyczące zawartości substancji toksycznych (metale ciężkie, pestycydy, akrylamid, mykotoksyny, WWA, PFAS) w żywności (ryby, herbaty, miodu, mleko i produkty mleczne, oleje roślinne a także racje pokarmowe).